# Дирутенийгептадекабериллий
Дирутенийгептадекабериллий — бинарное неорганическое соединение
рутения и бериллия
с формулой Be17Ru2,
кристаллы.

## Получение
- Сплавление стехиометрических количеств чистых веществ [1]:

{\displaystyle {\mathsf {2Ru+17Be\ {\xrightarrow {1450^{o}C}}\ Be_{17}Ru_{2}}}}

## Физические свойства
Дирутенийгептадекабериллий образует кристаллы
гексагональной сингонии, пространственная группа P 63/mmc, параметры ячейки a = 0,4203 нм, c = 1,090 нм, Z = 1,
структура типа диторийгептадеканикель Ni17Th2
.